# Thuyết tương đối (triết học)
Chủ nghĩa tương đối là ý tưởng cho rằng quan điểm có liên quan đến sự khác biệt trong nhận thức và xem xét của con người. Có nhiều cách hiểu khác nhau về khái niệm này. Các phạm trù chính của Chủ nghĩa tương đối có khác nhau về mức độ phạm vi và tranh cãi. Chủ nghĩa tương đối đạo đức bao hàm sự khác biệt trong đánh giá đạo đức giữa con người và văn hóa. Chủ nghĩa tương đối là tín điều không có sự thật tuyệt đối, tức là sự thật đó luôn liên quan đến một số khung tham chiếu cụ thể, như ngôn ngữ hoặc văn hóa (Chủ nghĩa tương đối văn hóa). Chủ nghĩa tương đối hoài nghi là bởi vì nhận thức của chúng ta luôn liên quan đến một số khung tham chiếu, nên chúng ta không thể thấy được những sự thật tuyệt đối. Chủ nghĩa tương đối mô tả tìm cách mô tả sự khác biệt giữa các nền văn hóa và con người mà không cần đánh giá, trong khi Chủ nghĩa tương đối chuẩn tắc đánh giá đạo đức hoặc tính trung thực của các quan điểm trong một khuôn khổ nhất định.

## Các hình thức

### Thuyết tương đối nhân học và triết học
Thuyết tương đối nhân học đề cập đến một lập trường phương pháp luận, trong đó nhà nghiên cứu đình chỉ (hoặc ngoặc) định kiến văn hóa của chính mình trong khi cố gắng hiểu niềm tin hoặc hành vi trong bối cảnh của họ. Điều này đã được gọi là thuyết tương đối phương pháp luận, và đặc biệt quan tâm đến việc tránh chủ nghĩa dân tộc hoặc áp dụng các tiêu chuẩn văn hóa của chính mình để đánh giá các nền văn hóa khác. Đây cũng là cơ sở của sự phân biệt cái gọi là " emic " và " etic ", trong đó:
- Ghi chép hành vi emic hoặc nội bộ là một mô tả về một xã hội theo nghĩa có ý nghĩa đối với văn hóa riêng của người tham gia hoặc diễn viên; do đó, một tài khoản emic đặc trưng cho văn hóa và thường đề cập đến những gì được coi là "lẽ thường " trong văn hóa được quan sát.
- Một ghi chép etic hoặc người ngoài là một mô tả về một xã hội bởi một người quan sát, trong điều khoản có thể được áp dụng cho các nền văn hóa khác; nghĩa là, một tài khoản etic là trung lập về văn hóa và thường đề cập đến khung khái niệm của nhà khoa học xã hội. (Điều này phức tạp khi chính nghiên cứu khoa học đang được nghiên cứu hoặc khi có sự bất đồng về lý thuyết hoặc thuật ngữ trong các ngành khoa học xã hội.)

Ngược lại, thuyết tương đối triết học khẳng định rằng sự thật của một mệnh đề phụ thuộc vào khung siêu hình, hoặc lý thuyết, hoặc phương pháp công cụ, hoặc bối cảnh mà mệnh đề được thể hiện, hoặc vào con người, nhóm hoặc văn hóa diễn giải mệnh đề.